# Resolució 1014 del Consell de Seguretat de les Nacions Unides
La Resolució 1014 del Consell de Seguretat de les Nacions Unides fou adoptada per unanimitat el 15 de setembre de 1995. Després de recordar totes les resolucions sobre la situació a Libèria, en particular la 1001 (1995), el Consell va examinar diversos aspectes de la guerra civil i va estendre el mandat de la Missió d'Observació de les Nacions Unides a Libèria (UNOMIL) fins al 31 de gener de 1996.
El Consell de Seguretat va celebrar l'acord d'Abuja signat el 19 d'agost de 1995, que complementa els acords anteriors de Cotonou i Akosombo i va servir de base per a noves mesures pel Consell. També hi havia un nou Consell d'Estat, un alto el foc en vigor, el principi de la separació de les forces i un calendari per a l'aplicació de diversos aspectes de l'acord. Es va observar que, amb la signatura de l'acord d'Abuja, que també caldria tropes addicionals de la Grup de Monitorització de la Comunitat Econòmica dels Estats de l'Àfrica Occidental (ECOMOG) i més equipament i suport logístic per garantir el seu desplegament al llarg del tot país.
El mandat de la UNOMIL es va incrementar fins al 31 de gener de 1996, i fou acollida amb satisfacció la intenció del secretari general Boutros Boutros-Ghali de desplegar addicionalment 42 observadors militars, destacant que qualsevol augment addicional dependrà d'avanços sobre el terreny. Al mateix temps va ser acollida amb satisfacció la intenció de Boutros-Ghali de presentar recomanacions sobre la millora de la cooperació entre la UNOMIL i l'ECOMOG i la implementació del seu mandat. Als Estats membres se'ls va demanar que proporcionessin fons addicionals per al procés de pau i per proporcionar suport addicional a ECOMOG.
Aleshores es va demanar al secretari general, conjuntament amb el President de la Comunitat Econòmica dels Estats d'Àfrica Occidental, de convocar una conferència que elevaria els recursos necessaris per l'ECOMOG i per al procés general de pau a Libèria. Es va instar a tots els grups al país a respectar l'estatut de la UNOMIL, de l'ECOMOG i de les agències d'ajuda humanitària, mentre que es va instar a tots els països a observar l'embargament d'armes contra Libèria imposat en la Resolució 788 (1992) i posar en relleu violacions de la mateixa al Comitè establert en la Resolució 985 (1995). D'altra banda, les parts liberianes foren cridades a respectar el dret internacional humanitari, i es va instar a l'Organització de la Unitat Africana a mantenir els seus esforços en el país.